# Tom Chilton
Tom Chilton (1968) è un autore di videogiochi statunitense.
Attualmente è il lead designer per il MMORPG World of Warcraft, insieme a Rob Pardo e Jeffrey Kaplan è stato il lead designer per World of Warcraft: Burning Crusade, è soprannominato "Blizzard's PvP guru" per il suo contributo in quel settore specifico del gioco.
Prima di lavorare a Blizzard Entertainment, Chilton, ha lavorato per Origin Systems ed è stato il lead designer per Ultima Online: Age of Shadows